# Łuskowiec (ssaki)
Łuskowiec (Manis) – rodzaj ssaków z rodziny łuskowcowatych (Manidae). 

## Rozmieszczenie geograficzne
Rodzaj obejmuje gatunki występujące w Azji. 

## Morfologia
Długość ciała 40–75 cm, długość ogona 25–58 cm; masa ciała 2,5–16 kg. 

## Systematyka
Rodzaj zdefiniował w 1758 roku szwedzki przyrodnik Karol Linneusz w 10 wydaniu Systema Naturae w publikacji swojego autorstwa traktującej o systematyce zwierząt, roślin i minerałów. Gatunkiem typowym jest (oznaczenie monotypowe) łuskowiec chiński (M. pentadactyla).

### Etymologia
- Manis: liczba pojedyncza od łac. manes ‘dusze zmarłych, duchy’ w aluzji do nocnych zwyczajów zwierzęcia[17].
- Quaggelo: etymologia nieznana, Frisch nie wyjaśnił znaczenia nazwy rodzajowej[18]. Gatunek typowy: Frisch nie wyznaczył gatunku typowego.
- Pangolinus: jawajska nazwa pangolin lub panngoeling oznaczająca ‘zwierzę, które zwija się w kłębek’[19]. Gatunek typowy (oznaczenie monotypowe): Manis pentadactyla Linnaeus, 1758.
- Pholidotus: gr. φολιδωτoς pholidõtos ‘uzbrojony, odziany w łuski’, od φολις pholis, φολιδος pholidos ‘rogowa łuska’[20]. Gatunek typowy: Sundevall wymienił trzy gatunki – Manis dalmanni Sundevall, 1843 (= Manis pentadactyla Linnaeus, 1758), Manis javanica Desmarest, 1822 i Manis aspera Sundevall, 1843 (= Manis javanica Desmarest, 1822) – nie wskazując gatunku typowego.
- Phatages: wschodnioindyjska nazwa phatagin lub phatagen dla łuskowatego zwierzęcia jedzącego mrówki zaadaptowana przez de Buffona[21]. Gatunek typowy: Sundevall wymienił dwa gatunki – Manis temmincki Sundevall, 1843 i Manis laticauda Sundevall, 1843 (= Manis crassicaudata É. Geoffroy Saint-Hilaire, 1803) – z których gatunkiem typowym jest Manis laticaudata Illiger, 1815 (= Manis crassicaudata É. Geoffroy Saint-Hilaire, 1803).
- Pangolin: jawajska nazwa pangolin lub panngoeling oznaczająca ‘zwierzę, które zwija się w kłębek’[19]. Gatunek typowy: Gray wymienił trzy gatunki – Pholidotus indicus J.E. Gray, 1865 (= Manis crassicaudata É. Geoffroy Saint-Hilaire, 1803), Manis gigantea Illiger, 1815 i Pholidotus dalmannii J.E. Gray, 1865 (= Manis pentadactyla Linnaeus, 1758) – nie wskazując gatunku typowego.
- Paramanis: gr. παρα para ‘blisko, obok’[22]; rodzaj Manis Linnaeus, 1758[11]. Gatunek typowy (oryginalne oznaczenie): Manis javanica Desmarest, 1822.

### Podział systematyczny
Do rodzaju należą następujące występujące współcześnie gatunki:
| Grafika | Gatunek             | Autor i rok opisu               | Nazwa zwyczajowa     | Podgatunki         | Rozmieszczenie geograficzne | Podstawowe wymiary                              | Status IUCN |
| ------- | ------------------- | ------------------------------- | -------------------- | ------------------ | --- | ----------------------------------------------- | ----------- |
|         | Manis crassicaudata | É. Geoffroy Saint-Hilaire, 1803 | łuskowiec indyjski   | gatunek monotypowy | północno-wschodni i południowo-wschodni Pakistan, Indie, południowy Nepal, Bangladesz (prawie wytępiony), i Sri Lanka; wątpliwe zapisy z Mjanmy i Chińskiej Republiki Ludowej (Junnan)                           | DC: 51–75 cm DO: 33–47 cm MC: 10–16 kg          | EN          |
|         | Manis pentadactyla  | Linnaeus, 1758                  | łuskowiec chiński    | gatunek monotypowy | podnóża Himalajów w północno-wschodnich Indiach aż po północno-wschodni Bangladesz, Mjanmę, północną Tajlandię, północny Laos, północny Wietnam, Chińską Republikę Ludową (na południe od rzeki Jangcy) i Tajwan | DC: 40–58 cm DO: 25–38 cm MC: 2,5–7 kg          | CR          |
|         | Manis aurita        | Hodgson, 1836                   |                      | gatunek monotypowy | północno-wschodnie Indie, wschodni Nepal i północno-wschodnia Mjanma; być może Bhutan | DC: brak danych DO: brak danych MC: brak danych | NE          |
|         | Manis javanica      | A.G. Desmarest, 1822            | łuskowiec jawajski   | gatunek monotypowy | środkowa i południowa Mjanma, Tajlandia, Laos, Kambodża, Wietnam, półwyspowa Malezja, Wielkie Wyspy Sundajskie, Lombok oraz kilka małych wysp; prawdopodobnie wymarły we wschodnim Bangladeszu                   | DC: 40–65 cm DO: 35–58 cm MC: 3–10 kg           | CR          |
|         | Manis culionensis   | (de Elera, 1915)                | łuskowiec filipiński | gatunek monotypowy | Filipiny (Palawan, Calauit, Busuanga i Culion; introdukowany na Apulit) | DC: 45–54 cm DO: 39–50 cm MC: 2,5–8 kg          | CR          |

Kategorie IUCN:  EN  – gatunek zagrożony,  CR  – gatunek krytycznie zagrożony;  NE  – gatunki niepoddane jeszcze ocenie. 
Opisano również gatunki wymarłe z plejstocenu:
- Manis hungarica Kormos, 1934[25] (Europa)
- Manis lydekkeri Dubois, 1908[26] (Azja)
- Manis palaeojavanica Dubois, 1907[27] (Azja)